# Fausto Topete
Fausto Topete Almada  (Álamos, 1890 - Mexicali, 1954) was een Mexicaans militair en politicus.
Topete vocht vanaf 1913 tijdens de Mexicaanse Revolutie aan de zijde van Benjamín Hill. Hij klom op tot generaal en bevocht in de jaren '20 de Mayo- en Yaqui-indianen. Als bondgenoot van president Alvaro Obregón vocht hij in 1923 tegen de De la Huertaopstand en in 1927 werd hij gekozen tot gouverneur van zijn thuisstaat Sonora.
In 1929 sloot hij zich aan bij het plan van Hermosillo, de opstand van generaal José Gonzalo Escobar. De Escobaristen werden echter verslagen en Topete ontvluchtte het land. In de jaren 40 kon hij terugkeren. Hij overleed in 1954.